# Jana Brunner
Jana Brunner (* 20. Januar 1997) ist eine Schweizer Fussballspielerin.

## Werdegang
Jana Brunner spielte im Alter von neun Jahren für den FC Altstätten (SG). Im 14. Altersjahr wechselte sie zum FC Staad. Ihre Trainerin Sissy Raith beorderte sie dort ins Zentrum der Verteidigung. Brunner folgte ihr 2017 in die Frauenabteilung des FC Basel.
Wegen ihrer Banklehre verzichtete Brunner auf eine Nomination ins Schweizer U-17-Frauennationalteam. Im Schweizer U-19-Nationalteam wirkte sie im Juli 2016 an der Europameisterschafts-Endrunde mit. Deutschland wurde in der Vorrunde mit 4:2 besiegt. Im Halbfinal verlor die Schweiz gegen Frankreich mit 1:3. Brunner stand in allen vier Spielen auf dem Platz. Trainerin war Nora Häuptle. Im November 2016 wurde Brunner als Ostschweizer Fussballerin des Jahres 2016 ausgezeichnet. Nach dem Wechsel zum FC Basel 1893 wurde sie halbprofessionell beschäftigt.
Brunner spielt seit 2017 für das Schweizer A-Nationalteam und absolvierte am 3. März 2017 gegen Nordkorea in Larnaka ihr erstes Länderspiel. Die Schweiz gewann damals den Cyprus Women’s Cup.
In der Europameisterschaft 2017 in Holland stand Brunner im Schweizer Kader und ersetzte im mittleren Gruppenspiel gegen Island (2:1) die gesperrte Rahel Kiwic. Die Schweiz schied nach der Vorrunde aus.